# Gabriel Bouffet
Pour les articles homonymes, voir Bouffet.
Gabriel Bouffet, né le 17 mars 1850 à Lille et mort le 8 janvier 1910 à Paris, est un haut fonctionnaire français.

## Biographie

### Début de carrière dans le corps préfectoral
Gabriel Bouffet passa son baccalauréat au lycée impérial de Lille. Il débuta comme avocat à la Cour d'appel de Paris en 1876, après une licence en droit validée en 1872. Dès mars 1877, il rejoignit le corps préfectoral en tant que chef de cabinet du préfet des Côtes-du-Nord puis sera nommé sous-préfet de l'arrondissement d'Hazebrouck le 30 décembre 1877. Deux ans plus tard, il fut secrétaire général à la préfecture du Nord (le préfet était Paul Cambon) à partir du 3 septembre 1879.
Il fut secrétaire général de la Commission départementale d'initiative de l'Exposition internationale industrielle d'Amsterdam de 1883, membre de la commission et président d'une section du jury de l'Exposition internationale agricole d'Amsterdam en 1884.
Il fut par la suite nommé préfet de la Vendée le 25 avril 1885 puis du Finistère à partir du 2 février 1887.
Le 18 octobre 1887, il rejoignit la préfecture de la Seine en tant que secrétaire général (le préfet était Eugène Poubelle).

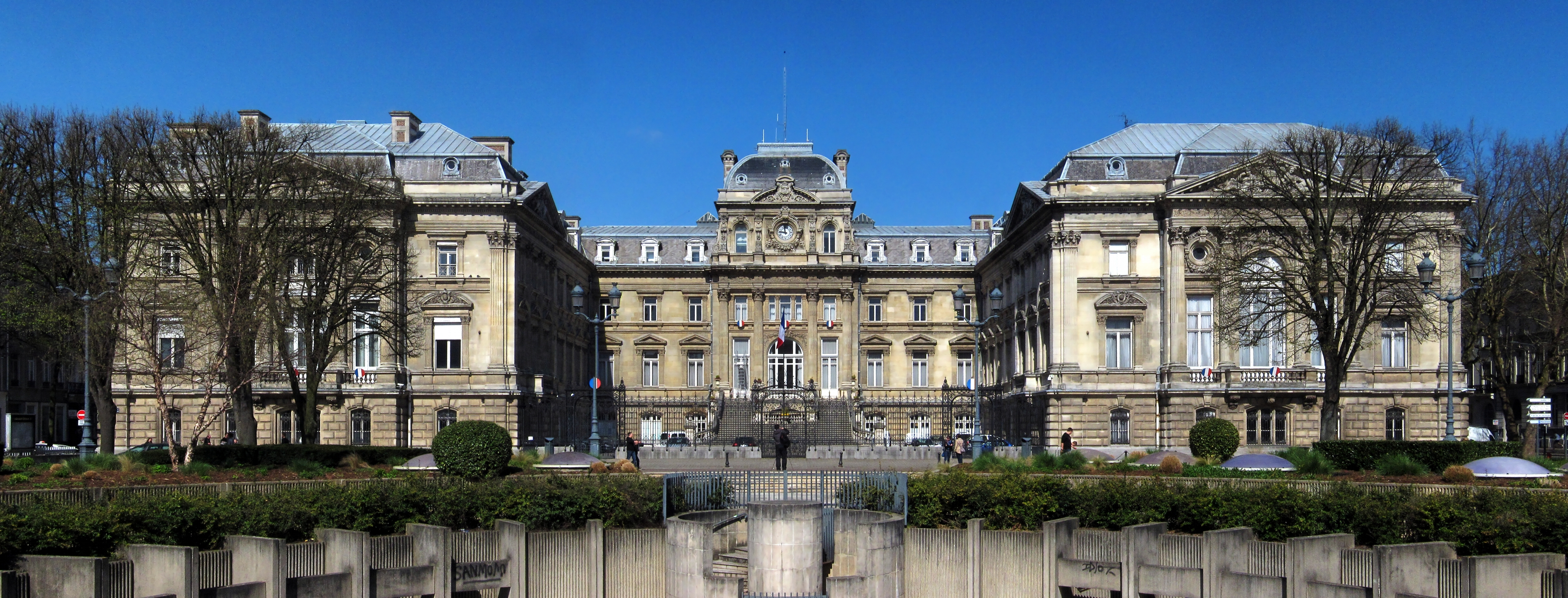
Façade de l'hôtel de préfecture du Nord
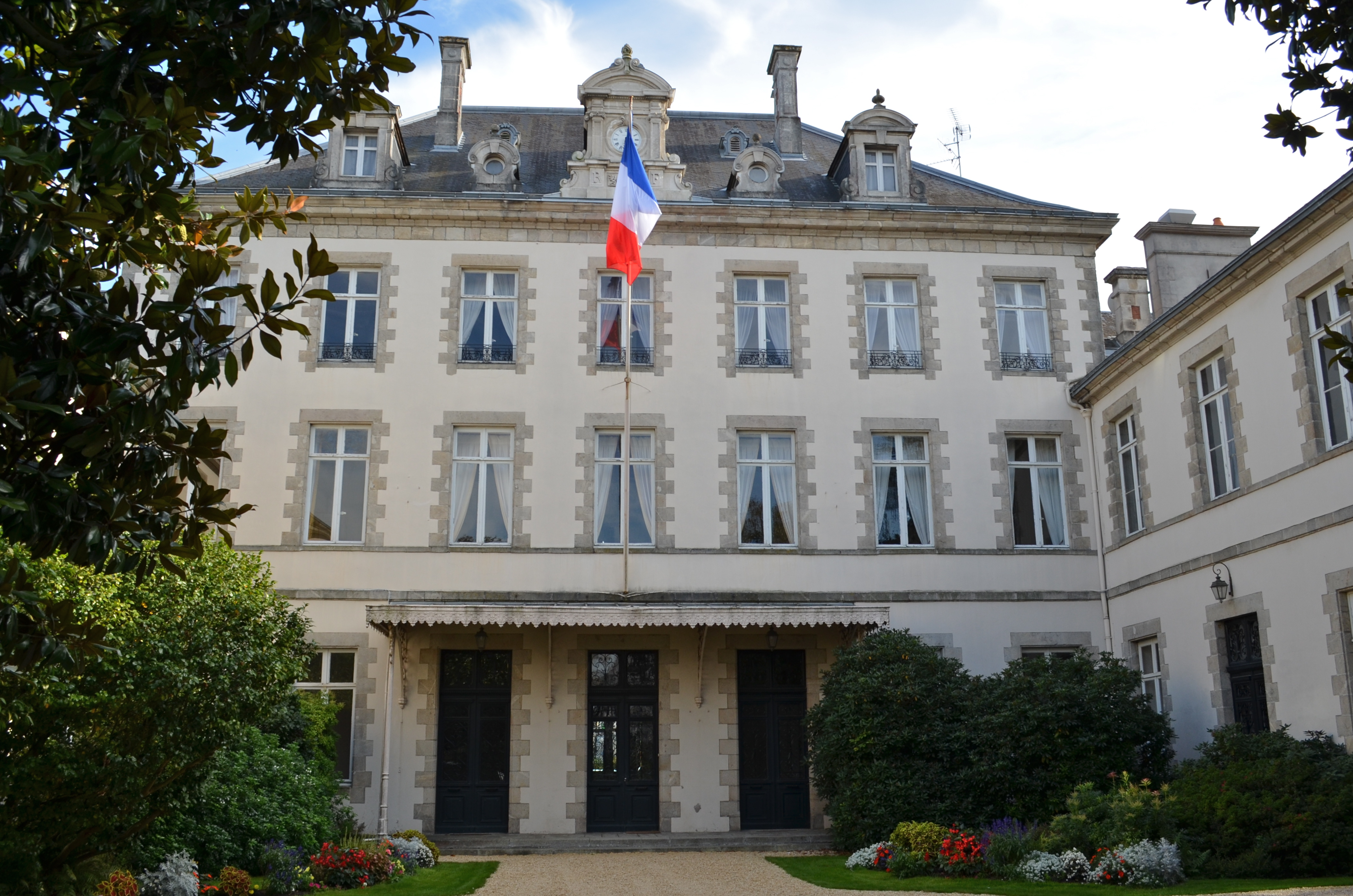
Façade de l’hôtel de préfecture de la Vendée
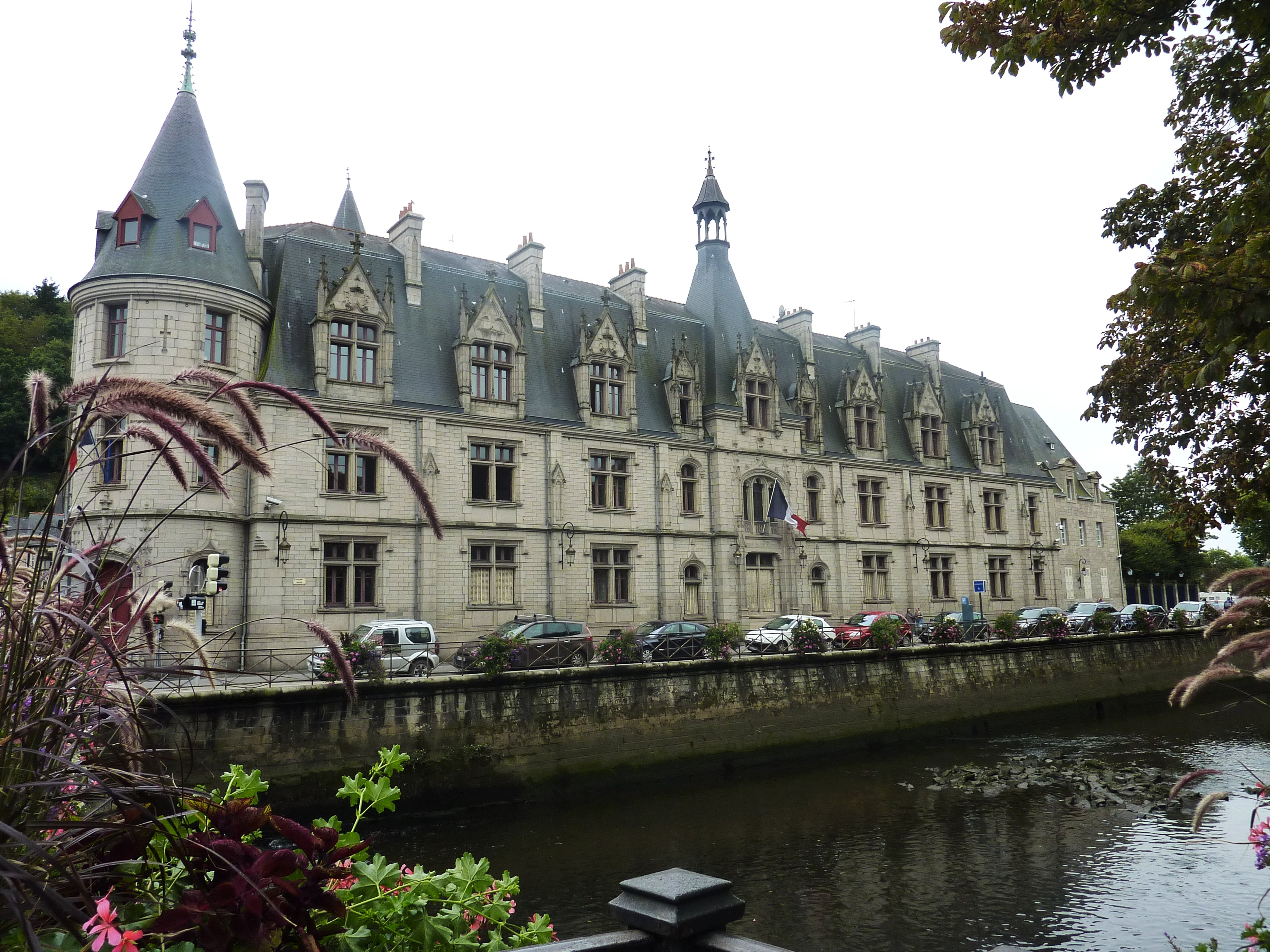
Façade de l'hôtel de préfecture du Finistère

### Seconde partie de carrière au Conseil d'État
À compter du 20 juin 1888 il dirigea l'administration départementale et communale au ministère de l'Intérieur et trois jours plus tard il fut nommé conseiller d'État en service extraordinaire, dans la section de l'Intérieur, des Cultes, de l'Instruction publique et des Beaux-Arts. Le 13 décembre 1892, il est nommé directeur honoraire.
En octobre 1892, il fut nommé conseiller d'État en service ordinaire au tour extérieur, dans la section des Finances, de la Guerre, de la Marine et des Colonies. Il rejoint la section temporaire du Contentieux en août 1900 et fut nommé président de la première des sous-sections par décret, rendu sur proposition du ministre de la Justice, en 1902.
Il est l'auteur en 1893 avec Léon Périer de Traité du département (tome 1 : Historique du département, préfet, auxiliaires du préfet, conseil de préfecture ; tome 2 : Conseil général, commission départementale, arrondissement, département de la Seine).
Il repose au cimetière de Passy (15e division) dans le caveau familial.

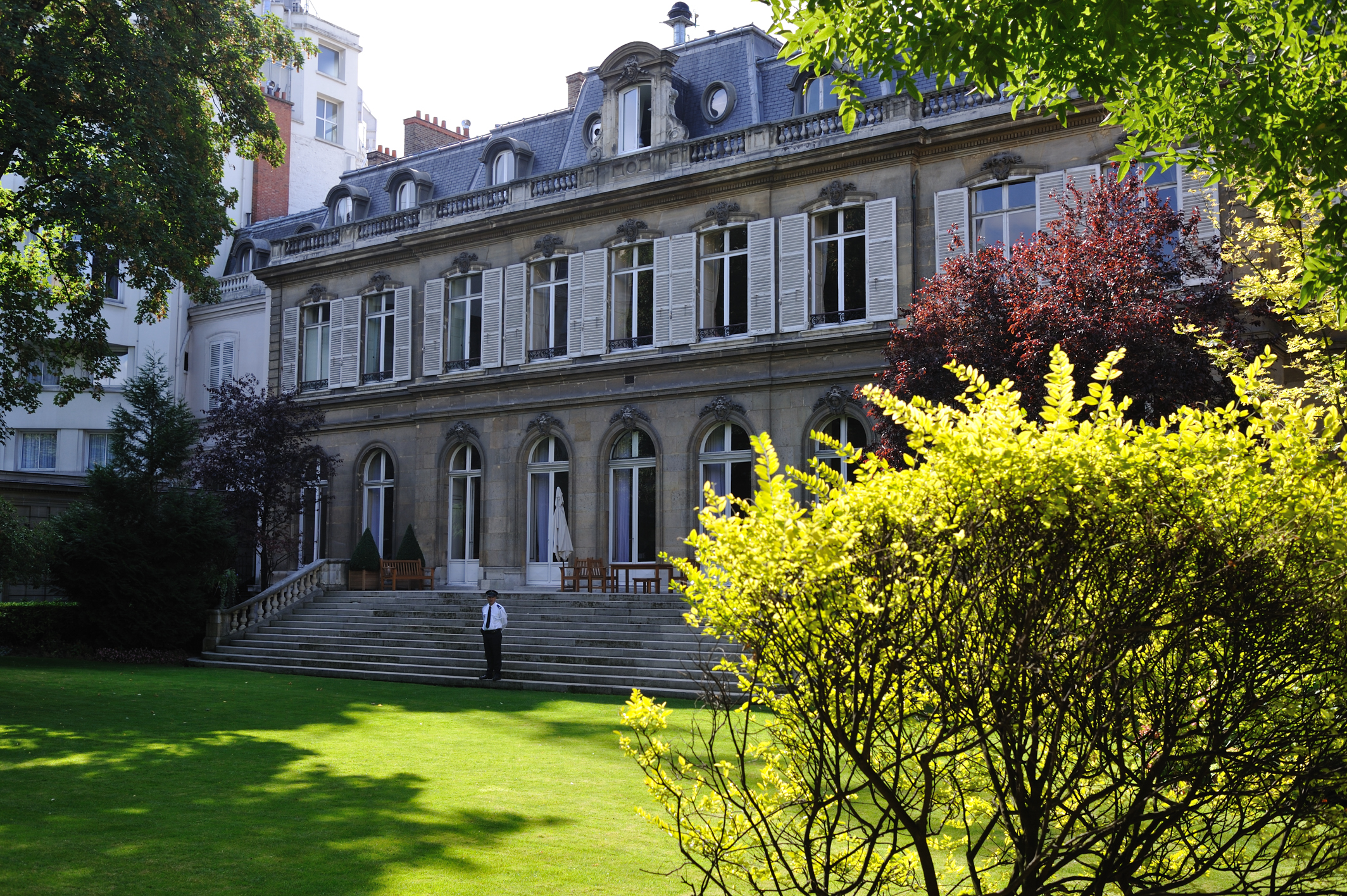
Façade du Ministère de l'Intérieur
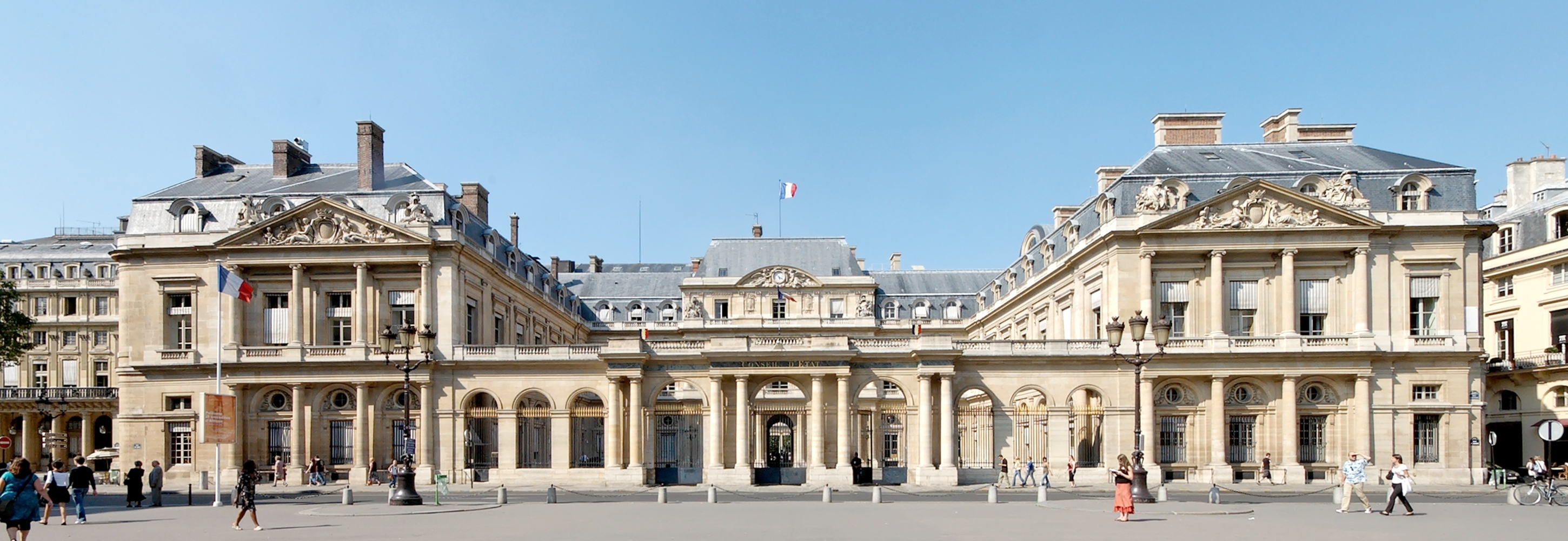
Façade du Conseil d’État

## Mandats dans les conseils, comités et commissions

### Conseils
- Conseil d’État
- Conseil supérieur de l'assistance publique[6]
- Conseil supérieur d'hygiène publique de France[7] (anciennement appelé Comité consultatif d'hygiène publique de France)
- Conseil supérieur des prisons[8]
- Conseil d'administration de la caisse de prévoyance entre les marins français contre les risques et accidents de leur profession[9]
- Conseil de perfectionnement de l'École spéciale des langues orientales vivantes[10]

### Comités
- Comité consultatif du contentieux des Colonies (président)[11],[12]
- Comité consultatif du contentieux de la Marine (président)[13]
- Comité d'examen des comptes des travaux de la Marine[14]

### Commissions
- Commission de surveillance des Caisses d'amortissement et des dépôts et consignations [15]
- Commission de surveillance des banques coloniales (président)[11],[12]
- Commission centrale des travaux géographiques [16]
- Commission de réorganisation des Conseils du contentieux d'Indochine
- Commission de surveillance et de garde des voies ferrées en temps de guerre[17]
- Commission supérieure de la caisse nationale des retraites pour la vieillesse[18]
- Commission supérieure de l'établissement des invalides de la Marine[19]
- Commission extraparlementaire de la Marine[20]
- Commission centrale chargée d'établir les listes des candidatures à des débits de tabacs de 1re classe[21]
- Commission de vérification des frais de service et de négociation du Trésor public[22]
- Commission de classement des stations balnéaires, thermales et climatériques (vice-président)[23]
- Commission consultative pour l'examen des conditions de fixation et d'attribution des prélèvements à faire sur les produits du pari mutuel en faveur des œuvres de bienfaisance [24]

## Décorations

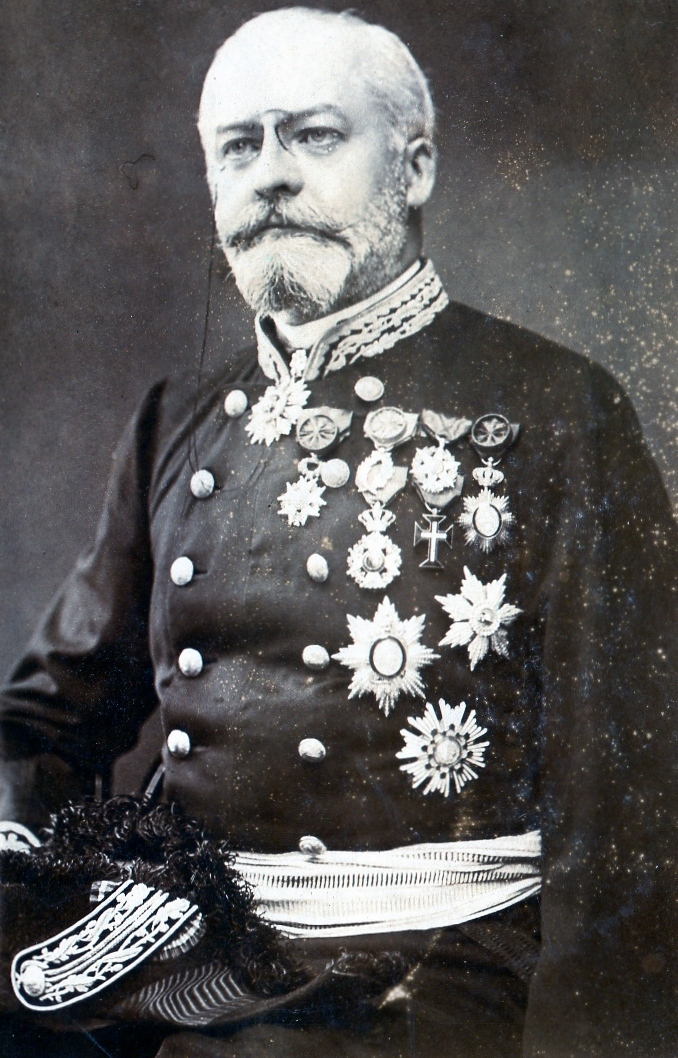
En tenue de préfet, avec ses décorations (1893)

### Ordres français

#### Ordres nationaux et ministériels
- Ordre national de la Légion d'honneur :

1. Chevalier de la Légion d'honneur en 1884 rendu sur le rapport du ministre de l'Agriculture[25]
2. Officier de la Légion d'honneur en 1889 rendu sur le rapport du ministre de l'Intérieur[26]
3. Commandeur de la Légion d'honneur en 1909 rendu sur le rapport du ministre des Colonies[27]

- Ordre des Palmes académiques :

1. Officier d'Académie en 1879[28]
2. Officier de l'Instruction publique en 1884

- Chevalier du Mérite agricole  en 1887[29]

#### Ordres coloniaux
- Grand'croix de l'ordre de l'Etoile noire en 1900[30]
- Officier de l'ordre royal du Cambodge
- Commandeur du Nichan Iftikhar
- Grand officier de l'ordre du Dragon d'Annam

### Ordres étrangers
- Chevalier de l'ordre de Léopold ( Royaume de Belgique) en 1883
- Chevalier de l'ordre du Christ ( Royaume de Portugal) en 1884
- 4e classe de l'ordre du Mérite civil ( Royaume de Bulgarie)
- 2e classe de l'ordre du Trésor sacré ( Empire du Japon)
- Grand officier de l'ordre du Lion et du Soleil ( Empire perse)

## Famille
Gabriel, Alexis épousa le 4 octobre 1879 Anna, Gabrielle Koechlin (1858-1890), issue d'une famille d'industriels alsaciens, petite-fille de l'industriel et homme politique Jean Dollfus et petite-cousine du compositeur Charles Koechlin. Deux enfants naquirent de cette  union : 
1. Jean, Gabriel, Ferdinand (1882-1940), officier dans l'armée française, général de corps d'armée -mort pour la France-, qui se maria avec Anne Laffon de Ladebat, fille du général Édouard Laffon de Ladebat;
2. Andrée, Isabelle, Suzanne (1884-1965), qui s'unit avec Jacques Guerlain, industriel et créateur de parfum pour la maison Guerlain, membre du conseil d'escompte de la Banque de France, ils sont les grands-parents du pasteur Jean-Arnold de Clermont, président du Conseil de la Fédération protestante de France et de l'industriel et créateur de parfum Jean-Paul Guerlain.

Il n'a aucun lien de parenté connu avec René Bouffet, préfet de la Seine pendant l'occupation.

## Sources et liens
- Ressources relatives à la vie publique :   - base Léonore
  - Personnel de l'administration préfectorale (1881-1926)
- Notice dans un dictionnaire ou une encyclopédie généraliste :   - Dictionnaire des Vendéens
- Notices d'autorité :   - VIAF
  - BnF (données)
  - IdRef
- Site du ministère de la Culture des dossiers des titulaires de l'ordre de la Légion d'honneur (Base Léonore) Dossier LH/311/25
- Archives départementales de la Vendée - Dictionnaire des Vendéens
- Dictionnaire biographique des Préfets, septembre 1870-mai 1982 - Archives nationales (1994)
- Dictionnaire biographique des membres du Conseil d’État, 1799-2001 - Roland Drago, Jean Humbert, Jean Tulard - Fayard (2004) - p. 417-418 (ISBN 2213606935)
- Préfecture de la Vendée - Recueil des actes administratifs (1885)
- Préfecture de la Vendée - Recueil des actes administratifs (1886)
- Préfecture de la Vendée - Recueil des actes administratifs (1887)
- Rapport sur les opérations effectuées pendant les années 1882 à 1889, pour le rachat des ponts à péage dépendant des chemins vicinaux : exécution de la loi du 30 juillet 1880, subventions pour le rachat des ponts à péage
- La Situation financière des communes de France et d'Algérie en 1888, présentée par M. BOUFFET, conseiller d'État, directeur de l'administration départementale et communale à M. FLOQUET, président du Conseil, ministre de l'Intérieur
- La Situation financière des communes de France et d'Algérie en 1889, présentée par M. BOUFFET, conseiller d'État, directeur de l'administration départementale et communale à M. CONSTANS, ministre de l'Intérieur
- La Situation financière des communes de France et d'Algérie en 1890, présentée par M. BOUFFET, conseiller d'État, directeur de l'administration départementale et communale à M. CONSTANS, ministre de l'Intérieur
- La Situation financière des communes de France et d'Algérie en 1891, présentée par M. BOUFFET, conseiller d'État, directeur de l'administration départementale et communale à M. LOUBET, président du Conseil, ministre de l'Intérieur
- Tombeau des Bouffet au cimetière de Passy
- Notices d'autorité :   - VIAF
  - BnF (données)
  - IdRef